# Manu militari
Manu militari  é uma locução em latim que significa, literalmente, "com  mão militar" ou seja, "com uso de força  militar". Usa-se a propósito de ações cumpridas mediante o uso da força das armas  ou com emprego de força policial ou força armada. Exemplo: "a revolta foi reprimida manu militari". Por extensão, pode significar "de maneira violenta" ou "à força". 
A expressão  originalmente se insere na área do  direito, sendo usada para indicar o uso de força armada ou o recurso à coerção. Posteriormente, foi incorporada ao discurso político, para indicar situações de coação ou abuso.